# Cephalantheropsis longipes
Cephalantheropsis longipes är en orkidéart som först beskrevs av Joseph Dalton Hooker, och fick sitt nu gällande namn av Paul Ormerod. Cephalantheropsis longipes ingår i släktet Cephalantheropsis och familjen orkidéer. Inga underarter finns listade i Catalogue of Life.